# Union List of Artist Names
Az Union List of Artist Names (ULAN) egy online adatbázis, amely mintegy 293 000 nevet és egyéb információt tartalmaz művészekről. Az adatbázist a Getty Research Institute készítette és tartja fenn.
Az ULAN nevek lehetnek családi nevek, művésznevek, különböző helyesírású nevek, többnyelvű elnevezéset és az idővel megváltozott nevek (például házasnevek). Ezek közül a nevek közül az egyiket a preferált névként jelölik meg az adatbázisban. Jóllehet listát jelenít meg, az ULAN tezauruszként van felépítve, megfelel az ISO és a NISO szabványoknak a szinonimaszótár építéséhez; hierarchikus, egyenértékű és asszociatív kapcsolatokat tartalmaz.
Az egyes ULAN-rekordok középpontjában egy művész van. Jelenleg körülbelül 120 000 művész van az ULAN-ban. Az adatbázisban minden művészi rekord egy egyedi numerikus azonosítóval van azonosítva. Az egyes előadói albumokhoz kapcsolódó nevek, kapcsolódó művészek, források az adatokhoz és jegyzetekhez.
Az ULAN időbeli lefedettsége az ókortól kezdve a jelenig terjed, globális hatókörű. Az ULAN magában foglalja a neveket és a kapcsolódó információkat a művészekről. A művészek lehetnek egyének (személyek) vagy egyének csoportjai (testületek). Az ULAN művészei általában a képzőművészet és az építészet koncepciójában vagy előállításában részt vevő alkotókat képviselik. Néhány előadóművész is szerepel (de általában nem színészek, táncosok vagy más előadóművészek).

## Fordítás
Ez a szócikk részben vagy egészben  az   Union List of Artist Names című angol Wikipédia-szócikk ezen változatának fordításán alapul.  Az eredeti cikk szerkesztőit annak laptörténete sorolja fel. Ez a jelzés csupán a megfogalmazás eredetét és a szerzői jogokat jelzi, nem szolgál a cikkben szereplő információk forrásmegjelöléseként.